# Ole Lillelund
Ole Lillelund Hansen (født 18. oktober 1942 i Odense, død 12. september 2020 i Helsingør) var en dansk digter, sanger, performance- og billedkunstner, mest kendt for sine digte der siden 2009 er udkommet på Det Poetiske Bureaus Forlag og for diverse sangtekster benyttet af velkendte danske musikere.
Efter en lang række forskellig jobs tog han studentereksamen og lærereksamen (Odense, 1968-1971) og har i længere perioder arbejdet som sproglærer og andre stillinger på Københavns Universitets Asieninstitut (1991-1997), på Tribhuvan University i Kathmandu og på University of Hongkong (1997).

## Rejser
Han rejste som tyveårig til Island et års tid hvor han mødte et lokalt miljø af lyrikere og bohemer. Her han debuterede i et islandsk litterært tidsskrift i 1965. Siden rejste han, som mange andre unge på den tid, til østen hvor han længe opholdt sig i bl.a. Afghanistan, Indien, Nepal og Indonesien.

## Påvirkninger
Ole Lillelund begyndte for alvor at skrive sange og digte i 19-20 årsalderen. Hans første forsøg var ret socialrealistiske, men han blev snart påvirket af dadaismen, surrealismen og Beatgenerationen, især Marcel Duchamp til den ene side og Gregory Corso (en) til den anden. Musikalsk var han særligt stærkt påvirket af blues, rock, eksperimenterende musik, jazz, electronica og de asiatiske musikarter – som vokalist især af mantramessen og sufighazal (en).

## Værk
Efter en karriere som oplæser, sanger og selvudgiver, fandt Ole Lillelund endelig et forlag der harmonerede med hans digteriske personlighed i slutningen af det nye årtusindes første årti. Siden er det blevet til en hel række af udgivelser på Det Poetiske Bureaus Forlag – digte i fri form, haiku samt sangtekster, på både dansk og engelsk – oftest i form af en fysisk bog ledsaget af en cd eller lyd-dvd hvor han fremfører digtene akkompagneret af musikere som Christer Irgens-Møller, Mads Errboe, Julie Lunding Østengaard og Doc Freaky.
Ved siden af sin litterære virksomhed var Ole Lillelund sangskriver og forsanger i en række eksperimenterende bands, f.eks. Silkeborg-bandet Sound Addicts, under kunstnernavnet Billi Skiit s.m. Brian Hansen, Morten Finderup og Palle Schultz, i midt-80’erne, og senest OCS-CPH (sammen med Christer Irgens-Møller og Steffen Leve Poulsen) der har udgivet to albums, senest "Darkness on the Delta" (Doomjam Records, 2012).

### Egne værker
- Auktion over Van Goghs øre (Digte, selvudgivelse 1968)
- Bagdørsenglen (Digte, Arena Subpub 1969)
- Sange fra kanten af en blå zafir (Sange, DJBFA 2002)
- Guanoelegier (Digte, Det Poetiske Bureaus Forlag 2009)
- Psyrrealistiske Psalmer (Digte, Det Poetiske Bureaus Forlag 2009)
- Mantra for det sagnomspundne intet (Digte, Det Poetiske Bureaus Forlag 2010)
- Forandringer - 777 haiku (Digte, Det Poetiske Bureaus Forlag 2011)
- Centraljyske ganetoner (Digte, Det Poetiske Bureaus Forlag 2012)
- Lakoniske Helsingørdigte (Digte, Det Poetiske Bureaus Forlag 2013)
- Psyrrealistic Songs of Loud Sound Devotion (Sange, Det Poetiske Bureaus Forlag 2013)
- Aftryk af daoistiske frøer i luften (Digte, Det Poetiske Bureaus Forlag 2014)
- Zenmala (Digte, Det Poetiske Bureaus Forlag 2014)
- Udsagn fra tågernes kaj (Digte, Det Poetiske Bureaus Forlag 2015)
- Gådefuld asteroidesang i æteren (Digte, Det Poetiske Bureaus Forlag 2016)
- Spækkede ord (Digte, Det Poetiske Bureaus Forlag 2016)
- Auktion over van Goghs øre (Digte, genudgivelse, Det Poetiske Bureaus Forlag 2017)
- Den sorte svanes sang (Digte, Det Poetiske Bureaus Forlag 2017)

### Bidrag i antologier
- Underskov : en antologi med lyrik og kortere prosa (Ordsnedkeren, 2006) bibliotek.dk
- Udvalgte digte Af Federico García Lorca (Det Poetiske Bureau, 2009) bibliotek.dk
- Illuminationer (Det Poetiske Bureau, 2009) bibliotek.dk
- Blade i vinden : Haikugruppens jubilæumsantologi (Ravnerock , Haikunetværket, 2011) bibliotek.dk
- Der er et herligt land - det kaldes Poesien : en antologi (Ravnerock, 2013) bibliotek.dk
- Utyske : Der burde have været roser : karlekammer- & kvindekampskatalog (Det Poetiske Bureau, 2019) bibliotek.dk

### Oversættelser
- Manuj Babu Mishra: ”Chankhe, den snu kanin” (Eventyr, Skift stil 1984, oversat fra nepali) bibliotek.dk
- Chairil_Anwar (en): ”Nattens stemme” (Digte, Det Poetiske Bureaus Forlag 2009, gendigtet fra bahasa indonesia) bibliotek.dk
- Abdul Malik Beakasyar: ”Spejlenes skygger” (Digte, Det Poetiske Bureaus Forlag 2010, gendigtet fra pashto s.m. forfatteren) bibliotek.dk

### Sangskriver
- Room of Gardenia (CMC 1995, s.m. Baby Miss Julia (Louise Ellerbæk, Jesper Hjarne Olsen, Lars Viberg) m.fl.) bibliotek.dk
- November (CMC 1995, s.m. Baby Miss Julia bibliotek.dk
- Alt hvad vi gør (Magic Buzz, 1995, s.m. Mads Errboe, Claus Lykke, Jesper Hjarne, Troels Witter Petersen) bibliotek.dk

Sangskriver på numre med Louise Ellerbæk,
- Ingen kan erstatte dig (2001) bibliotek.dk
- Hvordan mon du har det (2001) bibliotek.dk
- Kun et døgn (2001]) bibliotek.dk
- Hold fast om mig (2002) bibliotek.dk

Flere af disse medtaget i talrige antologier (1995-2008).
Sangskriver på numre med Gert Vincent,
- Smukke dukke (1998) bibliotek.dk
- Hiv stikket ud (1990, 1998) bibliotek.dk

## Diskografi
- Secrets II : live (Right Tone 1990, som forsanger i Sound Addicts) bibliotek.dk
- The Chinese Smile (Kumar, 2002, s.m. Jeffrey Morgan og Jesper Hjarne Olsen) bibliotek.dk
- Narrow Escape from a Shark : Electropoetica (Det Poetiske Bureaus Forlag 2008, som del af OCS-CPH, en film af Amir Zainorin og Ole Lillelund) bibliotek.dk
- Darkness on the Delta, a requiem for Antonin Artaud (som del af OCS-CPH, Doomjam Records, 2012) Facebook

### Film
Desuden statist som sørøver på Jolly Roger.